# Barfly (película)
Barfly (en español, Barfly: El borracho o Mariposas de la noche) es una película estadounidense de 1987 dirigida por Barbet Schroeder y escrita por el escritor y poeta estadounidense Charles Bukowski. Es protagonizada por Mickey Rourke y Faye Dunaway. Fue estrenada el 30 de septiembre de 1987.
El filme es un retrato semiautobiográfico de la vida del narrador y autor del guion. El propio Bukowski hace un breve cameo.

## Sinopsis
Henry Chinaski es un poeta que vive en los barrios bajos de su ciudad. Su existencia, marcada por una tendencia al alcoholismo, gira alrededor de borracheras en bares y peleas en los callejones durante la noche, y rebuscársela para subsistir durante el día. Solo en sus escritos Henry vuelca un costado de su personalidad que no conoce nadie, el más profundo y sensible. Una noche conoce a Wanda Wilcox, una mujer alcohólica y habitual de bares como Henry, y comienzan una relación. A pesar de que ambos viven al día, intentan cambiar y mantenerse sobrios. Al poco tiempo las cosas se complican debido a las personalidades de cada uno y la aparición de una editora de clase alta, quien recibió algunos poemas de Henry y desea publicar su obra a nivel masivo.

## Reparto
| Actor               | Personaje      | Notas         |
| ------------------- | -------------- | ------------- |
| Mickey Rourke       | Henry Chinaski |               |
| Faye Dunaway        | Wanda Wilcox   |               |
| Alice Krige         | Tully Sorenson |               |
| Jack Nance          | Detective      |               |
| J.C. Quinn          | Jim            |               |
| Frank Stallone      | Eddie          |               |
| Sandy Martin        | Janice         |               |
| Roberta Bassin      | Lilly          |               |
| Gloria LeRoy        | Abuela Moses   |               |
| Joe Unger           | Ben            |               |
| Harry Cohn          | Rick           |               |
| Pruitt Taylor Vince | Joe            |               |
| Albert Henderson    | Louie          |               |
| Fritz Feld          | Bum            |               |
| Charles Bukowski    | Cliente de bar | No acreditado |

## Temas
Al igual que la muy posterior Factótum, la película realiza un retrato con tintes autobiográficos, enfocándose en el alter ego de Bukowski, Henry "Hank" Chinaski, y sus eternas borracheras y peleas en sórdidos bares y escenarios. Todo ello alimentado por un fondo de ternura y romanticismo, característica habitual de la prosa bukowskiana. Asimismo el filme contiene referencias que nos remiten al resto de la obra del autor.
El personaje central, Henry, interpretado por Mickey Rourke, se resume a sí mismo de esta manera: 

Cualquiera puede ser un no borracho. Se requiere de un talento especial para ser un borracho. Se necesita resistencia. La resistencia es más importante que la verdad.

## Curiosidades
- Henry "Hank" Chinaski, el personaje protagonista interpretado por Mickey Rourke, es el alter ego de Charles Bukowski, quien escribió el guion del film.
- Hay un momento en que la cámara sigue la forma de las piernas de Faye Dunaway. Esta glamorosa escena fue rodada a solicitud de la propia Dunaway, y algunos fanes consideran, tanto a la escena como al personaje, inapropiados y contradictorios con el tema de la película.[2]
- En el rodaje de la película Barfly, el jefe eléctrico Frieder Hochheim y su ayudante Gary Swink, idearon una lámpara en el trascurso del rodaje para grabar una escena de interior en un espacio muy reducido, construyendo unas luces fluorescentes de alta frecuencia, usando cebadores remotos, siendo este el nacimiento de las lámparas Kino Flo.

## Legado
- El guion de Barfly fue publicado posteriormente al estreno del film. Asimismo Bukowski narró su experiencia durante el rodaje en la novela de 1989 Hollywood, que ofrece una visión ácida y sarcástica del mundo del celuloide.[3]
- Dogs D'amour, grupo inglés fuertemente inspirado por la filosofía y personalidad de Bukowski, escribió el tema "Mr. Barfly", para su álbum More Unchartered Heights of Disgrace, el cual fue parcialmente inspirado por la personalidad de Bukowski y por el filme.
- La película inspiró un álbum titulado Barfly, del grupo ska-punk Buck-O-Nine.
- El grupo de punk rock NOFX escribió un tema sobre Bukowski titulado Green Corn, en referencia a un diálogo de la película.
- El grupo punk argentino 2 Minutos tiene un tema llamado "Mosca de Bar" (Barfly), donde se retrata a un Bukowski local, Enrique Symns.
- En un episodio de la serie animada Mission Hill, el personaje de Andy French menciona la película en un juego de palabras en lengua inglesa.
- En el rodaje de la película Barfly, el jefe eléctrico Frieder Hochheim y su ayudante Gary Swink, idearon una lámpara en el trascurso del rodaje, para grabar una escena de interior en un espacio muy reducido, construyendo unas luces fluorescentes de alta frecuencia, usando cebadores remotos, dando inicio a las lámparas Kino Flo, que posteriormente fueron patentadas por la empresa Kino Flo.[4]